# Albatros stěhovavý
Albatros stěhovavý (Diomedea exulans) je mohutný mořský pták z čeledi albatrosovití, jehož rozpětí křídel dosahuje až 3,6 m, což je vůbec největší rozpětí křídel mezi všemi ptáky. Takovému rozpětí se přibližuje jen pelikán bílý a úzce příbuzný albatros královský. Albatros stěhovavý se vyskytuje v jižních oblastech všech oceánů jižní polokoule od souvislé mořské ledové pokrývky Antarktidy až po cirka 22° j. š., vzácněji může zalétnou i blíže k rovníku a zcela výjimečně až na severní polokouli. Opeření těla je převážně sněhově bílé, křídla bývají shora pokryta různým množstvím černého peří, podél hran spodní strany křídel se vine černá linka. Výrazný silný zobák je světle růžový.
Tento pták tráví většinu života na moři a na souš přilétá pouze za účelem hnízdění. Díky dokonalému zvládnutí plachtících technik dokáže využívat silných větrů k překonávání obrovských vzdáleností; nedospělci uletí v průměru 183 000 km ročně.  Hnízdí v řídce osídlených koloniích na opuštěných ostrovech, jako jsou Jižní Georgie, Ostrovy Prince Edvarda, Crozetovy ostrovy, Kergueleny a ostrov Macquarie. Samice klade pouze jedno velké bílé vejce. Jedná se o klasické K-stratégy, jejichž hnízdní cyklus zabírá kolem 12 měsíců. Zahnizďují jen jednou za dva roky a se svým partnerem utváří celoživotní monogamní páry. Námluvy doprovází komplexní vizuální rituály. Živí se hlavně hlavonožci a rybami,  někdy i korýši nebo žahavci. Jedná se o zranitelný druh, jehož populace klesá hlavně v důsledku interakcí s rybáři lovícími na dlouhé šňůry.

## Systematika
Druh poprvé popsal již Carl Linné v roce 1758 v 10. vydání Systema naturae. Linné svůj popis založil na exempláři z Mysu Dobré naděje a nově popsaný druh pojmenoval jako Diomedea exulans. Druhové jméno exulans v latině znamená stěhovavý. Po dlouhou dobu byl albatros stěhovavý považován za monotypický taxon, nicméně časem se začaly vynořovat návrhy na vydělení poddruhů nebo dokonce rozdělit albatrosa stěhovavého na více druhů − např. Roux et al. v roce 1983 navrhli vydělit populaci z ostrova Nový Amsterdam do samostatného druhu.´Robertson & Nunn roku 1966 přišli s návrhem rozdělit albatrosa stěhovavého hned na 5 druhů. Debata pokračuje dodnes a na počtu druhů a poddruhů se vědecké autority neshodnou. Markantní je hlavně rozdíl mezi Clementsovým checklistem, který rozeznává hned 5 poddruhů (viz seznam poddruhů níže); na druhé straně spektra stojí IOC World Bird List, který druhový komplex D. exulans rozděluje na 4 druhy a 1 poddruh (viz taxony za rovnítkem):
- Diomedea exulans exulans Linnaeus, 1758 = albatros stěhovavý
- Diomedea exulans dabbenena Mathews, 1929 = albatros tristanský
- Diomedea exulans antipodensis Robertson and Warham, 1992 = albatros jižní
- Diomedea exulans gibsoni Robertson and Warham, 1992 = poddruh albatrosa jižního
- Diomedea exulans amsterdamensis Roux JP, Jouventin, Mougin, Stahl and Weimerskirch, 1983 = albatros amsterdamský

Následující článek následuje dělení IOC, ježto uznává výše zmíněné taxony jako druhy; pojednává tedy o Diomedea exulans, resp. Diomedea exulans exulans.

## Výskyt
Albatros stěhovavý má cirkumpolární rozšíření na jižní polokouli v Indickém, Tichém a Jižním oceánu, kde se vyskytuje od 22° j. š. až k zaledněnému pobřeží Antarktidy, kde ledové kry tvoří souvislejší ledovou pokrývku (tzv. pack ice). Hnízdí pouze na několika malých ostrovech mezi cca 46–55° j. š. Těmito ostrovy jsou Jižní Georgie, Ostrovy Prince Edvarda, Crozetovy ostrovy, Kergueleny a ostrov Macquarie. Možná je i přítomnost několika párů na Heardově ostrově.
Výjimečně se albatros stěhovavý zatoulá i na severní polokouli. Zbloudilí jedinci byli pozorováni u Japonska, Kalifornie, Oregonu a evropských břehů (Belgie, Francie, Portugalsko).

## Popis

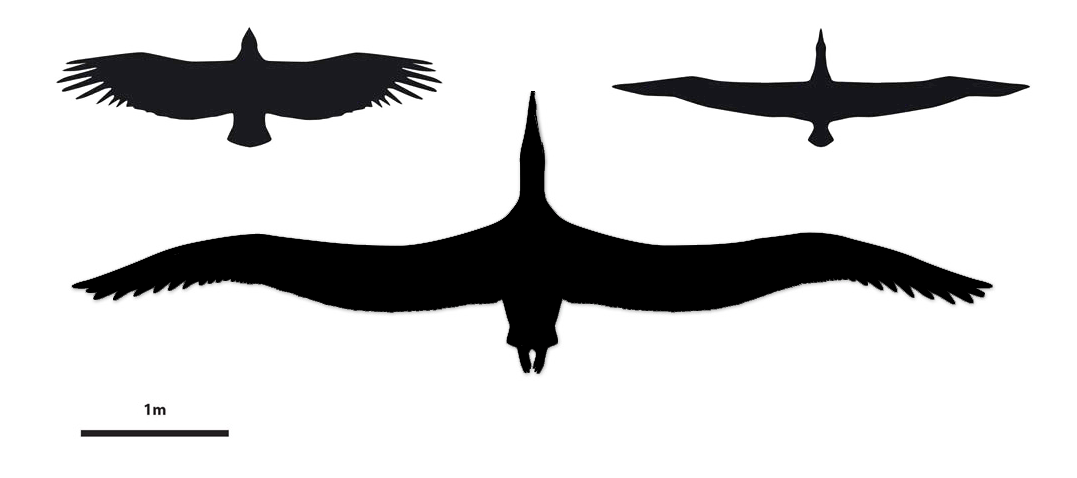
Srovnání velikosti kondora andského (vlevo), Pelagornis sandersi (vpravo) s albatrosem stěhovavým (uprostřed)

Délka těla tohoto statného ptáka se pohybuje mezi 110–135 cm, hmotnost kolísá mezi 6–11 kg a rozpětí křídel se pohybuje mezi 250–350 cm. Samec i samice si jsou velmi podobní; samcovo křídlo je asi o 4 % delší než samičino a tělo samců bývá o cca 20 % těžší. Jako maximální ověřené rozpětí křídel se udává 3,63 m, což albatrosa stěhovavého dostalo až do Guinnessovy knihy rekordů coby největší rozpětí křídel žijícího ptáka. Zobák samců dosahuje cirka 150 mm, u samice 140 mm. Ocas je dlouhý kolem 200 mm.
Tento na první pohled mohutný pták má velkou hlavu a dlouhý silný zobák. Křídla jsou dlouhá, avšak velmi úzká, na konci zašpičatělá. Zobák má světle růžovou barvu, jeho konec je jemně nažloutlý. Nohy jsou taktéž světle růžové. Jak zobák, tak nohy se v době hnízdění barví do sytě růžové. Duhovky jsou hnědé.

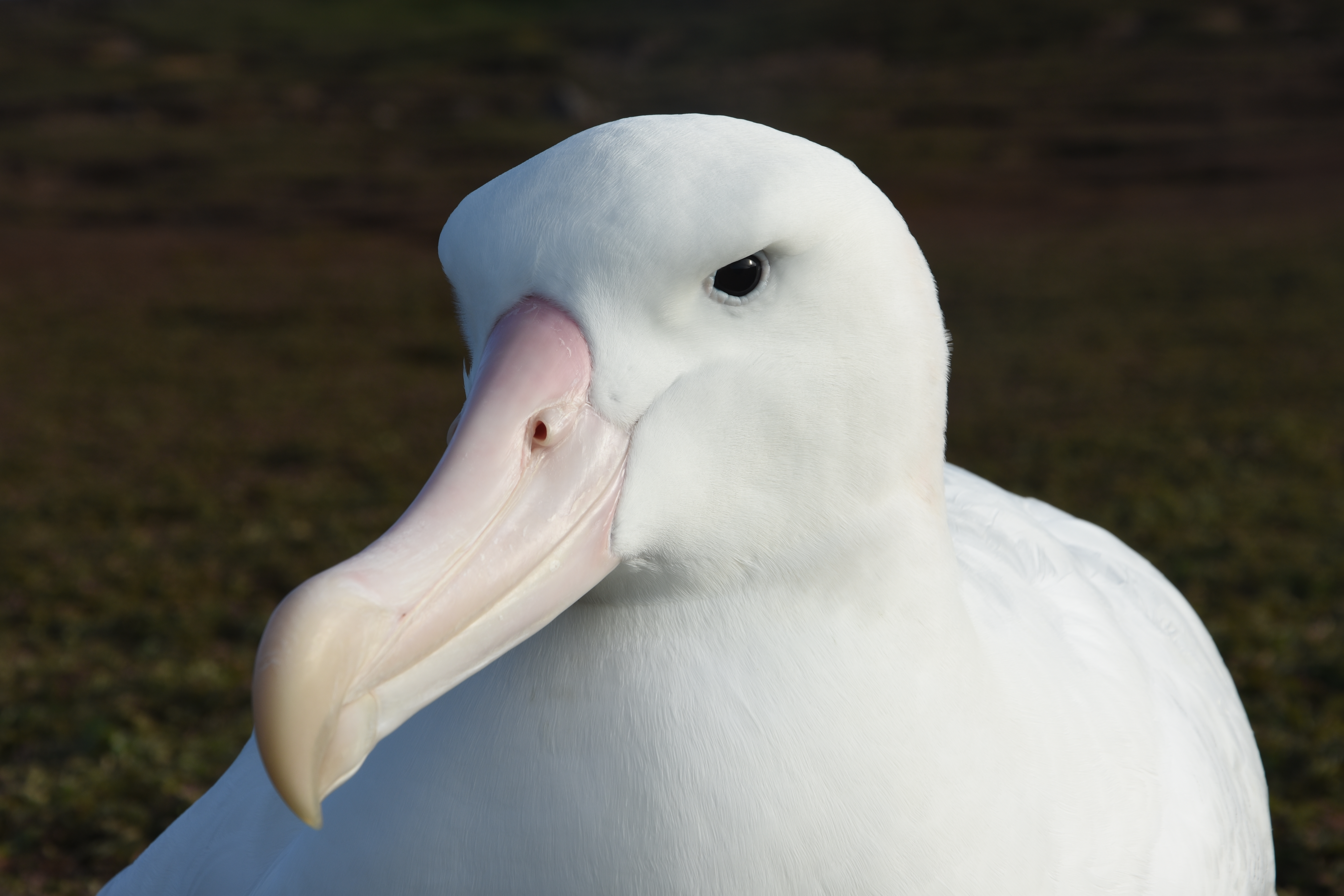
Portrét albatrosa stěhovavého

Opeření hraje bílými, hnědými a černými barvami a může být poměrně variabilní. Hlava, tváře a šíje jsou sněhově bílé, i když střed šíje nebo korunky mohou být občas i hnědé. Hřbet je bílý, občas tmavě kropenatý. Ocas je bílý, někdy s černým koncem. Spodina je bílá, občas s hnědými pruhy. Svrchní strana křídel je hnědočerná a černými konci s různou měrou přimíchané bílé barvy ve střední části. Spodní strana křídel je bílá, avšak odtoková (spodní) hrana je černá, stejně jako konce křídel. Samice většinou mívá více hnědé barvy na hlavě a spodina bývá o něco bělejší. Nedospělí jedinci bývají tmavě hnědí až na bílé tváře, čelo, bradu a hrdlo. Svrchní strana křídel je zakončena černě, spodní strana křídel je stejná jako u dospělců. Podle tradičního výkladu albatros stěhovavý prochází od nedospělé do dospělé fáze komplexní postupnou proměnou opeření, nicméně modernější zkoumání albatrosů z muzejních sbírek ukazují, že proměna z nedospělé hnědé fáze do převážně bílého dospělce je spíše náhlá.

## Biologie

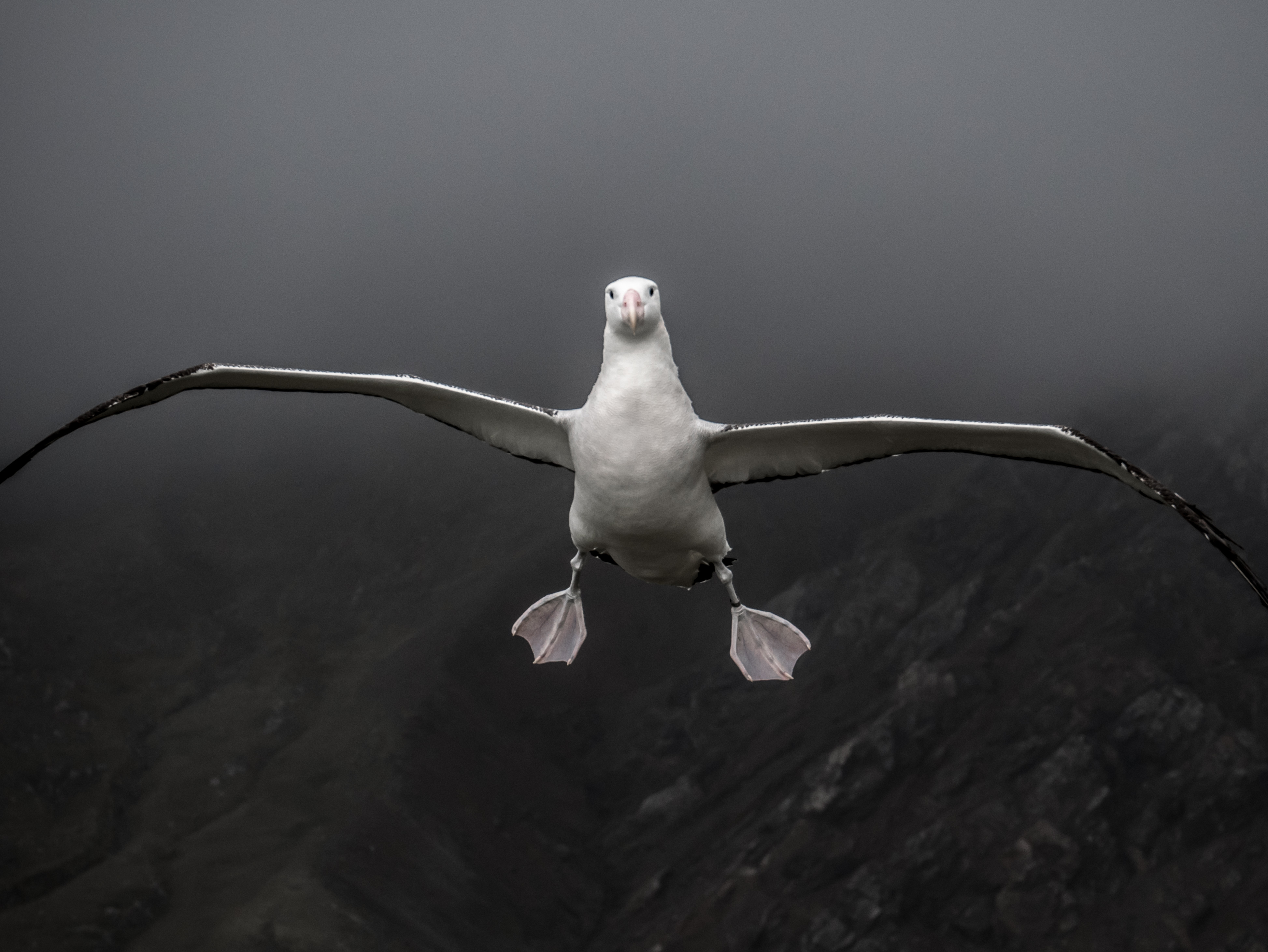
Albatros stěhovavý při přistávání

Jedná se o vysoce pelagického mořského ptáka, který se přibližuje k pobřeží jen v době hnízdění. Zatímco v hnízdních koloniích je sociální, na moři se často vyskytuje samostatně, případně v malých skupinkách. U bohatých zdrojů potravy jako jsou rybářské lodě, ze kterých rybáři vyhazují nechtěné úlovky a zbytky ryb zpět do moře, se může formovat do větších hejn. Výjimečné bylo pozorování hejna přibližně 500 albatrosů stěhovavých za rybářskou lodí u Ostrovů prince Edvarda.
V době hnízdění vydává pisklavé a bzučivé zvuky nebo mechanicky produkované zvuky pomocí klepáním zobáků. V případě vyrušení se projevuje hlasitým klop klop. Na moři u potravních zdrojů vydává různé hrdelní haštěření. Novorozeňata vydávají jemné pípání, starší mláďata i vysoko položené pisklavé a klokotající zvuky.

### Potrava

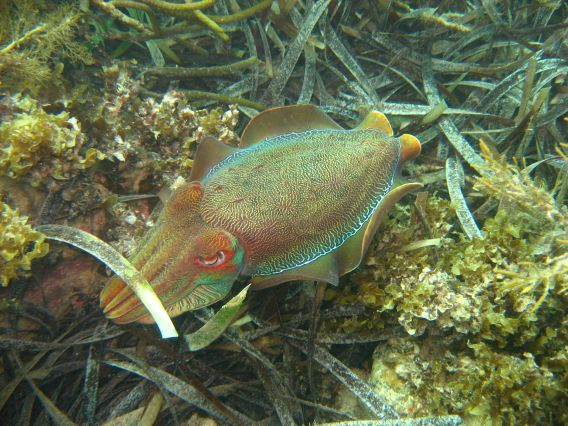
Sepie vějířovitá (Sepia apama) patří k časté kořisti albatrosa stěhovavého

Potravu shání výhradně na moři, kde loví hlavně hlavonožce a ryby, ale také korýše nebo medúzovce. Občas se krmí i na mršinách. Potravu sbírá z hladiny moře nebo do 1 m pod vodní hladinou. Na ostrově Marion byla nejdůležitější kořistí krakatice Kondakova (Kondakovia longimana). K dalším často pojídaným druhům hlavonožců patří sepie vějířovitá (Sepia apama) nebo krakatice rodů Histioteuthis, Moroteuthis a Taonius). Z ryb lze zmínit ledařku velkohlavou (Pseudochaenichthys georgianus), murénovku malookou (Muraenolepis microps), ledařku Chaenocephalus aceratus nebo ledovku patagonskou (Dissostichus eleginoides), která nicméně může patřit k důležitým potravním složkám díky vyhazování zbytků této ryby z rybářských lodí. K oblíbeným korýšům patří hlavně krunýřovka krillová (Euphausia superba), která u albatrosů z Jižní Georgie utvářela až 12 % potravy co do biomasy. V Jižní Georgii albatrosi pojídali i medúzovce (Scyphozoa) utvářející kolem 10 % biomasy jejich potravy.
Může se krmit ve dne i v noci. Zatímco v noci se zaměřuje hlavně na menší bioluminescentní druhy hlavonožců, ve dne požírá větší druhy nebioluminescentních hlavonožců. Nezřídka se krmí společně s ostatními druhy trubkonosých, jimž je albatros stěhovavý dominantní. Podobně následuje i kytovce jako jsou kosatky dravé a vorvani, na jejichž zbytcích potravy se krmí. Albatros stěhovavý se může stát obětí kleptoparazitismu chaluhy subantarktické. Vedle zraku albatros stěhovavý využívá k lokaci potravy i svůj velmi dobře vyvinutý čich. Experimenty bylo zjištěno, že může zachytit pach kořisti až na nejméně 20km vzdálenost a zhruba v polovině případů albatros stěhovavý využívá k prvotnímu určení lokace kořisti právě čich.

### Hnízdění

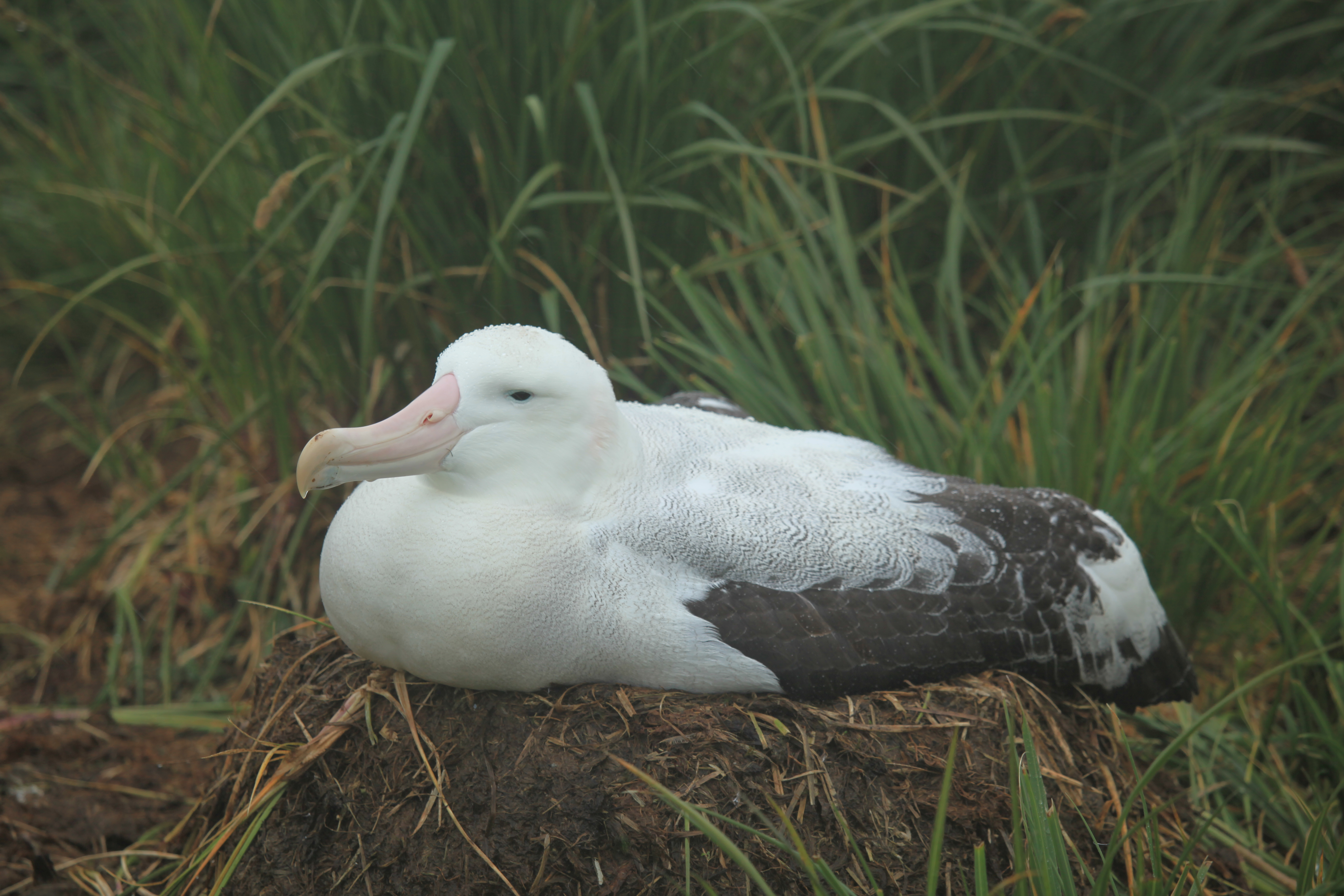
Inkubující albatros

Hnízdní cyklus albatrosa stěhovavého zabírá kolem 12 měsíců. Většina jedinců proto hnízdí pouze jednou za dva roky. V případě raného úmrtí mláděte typicky zahnizďují následující rok. Na dvouroční hnízdící cyklus je navázáno i přepeřování, ke kterému také dochází jen co dva roky typicky v době, kdy nehnízdí. K zahnízdění dochází ve spoře osídlených koloniích do 30 hnízd na hektar, které se nachází na opuštěných ostrovech daleko od pevniny. Typické hnízdní stanoviště představují mírné zatravněné svahy na exponovaných místech, která albatrosům umožňují dobré přistávání i vzlet, které jsou vzhledem k velikosti ptáků poměrně náročné. Občas se hnízdní kolonie albatrosa stěhovavého mohou volně mísit s koloniemi buřňáků z rodu Macronectes. Hnízdí období začíná v listopadu, kdy se do kolonie nejdříve navrací samci. Ti začnou s opravou hnízda z loňského období (v případě nového páru začnou se stavbou nového hnízda). Hnízdo představuje kuželovitá struktura s důlkem uprostřed. Bývá postaveno z trav, mechů, kořínků a hlíny. Průměr hnízda u země bývá kolem 70–100 cm, u vrcholu 40–50 cm, výška hnízda dosahuje 20–50 cm. Samice se připojí ke stavebním pracím na hnízdě asi 1–2 dny před snášením a později se na opravných pracích podílí i mládě. Albatros stěhovavý utváří monogamní, dlouhodobé, často doživotní páry. Bylo nicméně zaznamenáno vynucené páření i extrapárová kopulace. Na Crozetových ostrovech bylo 11 % ptáčat narozeno v důsledku extrapárové kopulace. Vyznačují se vysokou věrností hnízdišti a na tom samém místě zahnizďují rok co rok.

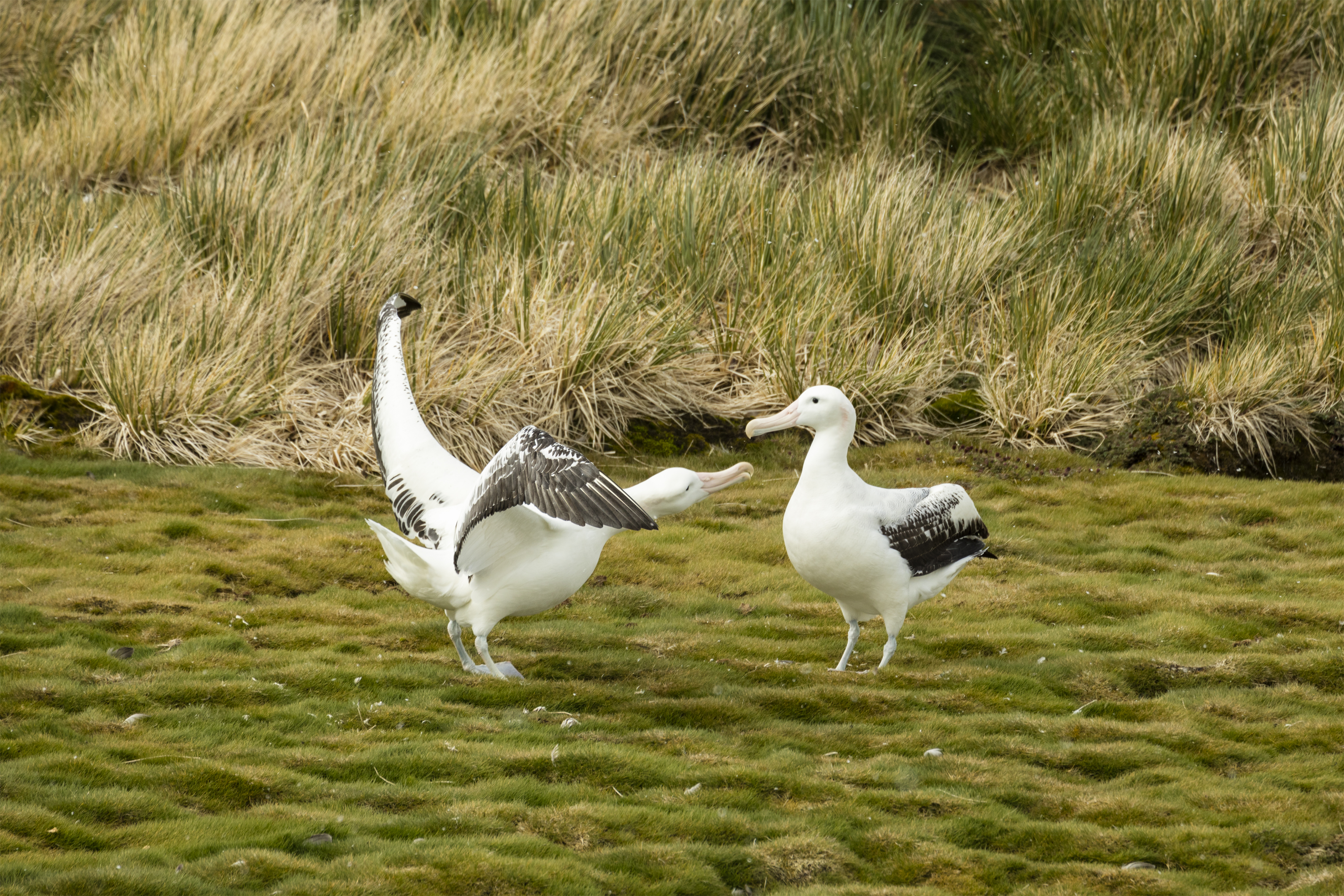
Namlouvací rituál albatrosa stěhovavého

Tvorbu i udržování stávajícího páru doprovází vysoce komplexní a ritualizované námluvy. Většina z nich se děje na souši, avšak část se odehrává i na oceánské hladině. Na vodě patří k typickým námluvním prvkům klapání nebo „mečování“ zobáky, uklánění nebo vzájemný preening. Typický vizuální namlouvací prvek na souši započne samec, který se rovně vztyčí čelem k samici, která následuje jeho příkladu a zaujme stejný postoj o několik metrů dále. Oba partneři napřímí svá dlouhá křídla do stran s konečky směřujícími směrem k partnerovi. Oba ptáci vztyčí a roztáhnou svůj ocas a začnou přešlapovat na místě a pomalu se otáčí kolem vlastní osy. Partneři se přitom střídavě naklání kupředu, rozvibrují zobáky a produkují zvláštní bzučivý zvuk. Toto pózování je zakončeno natáhnutím hlavy k nebi, mohutným výdechem s pisklavým zvukem, mocným nádechem a schováném zobáku do hrudního peří. Po tomto pózování může nastat kopulace. Mladí nezadaní samci tyto vizuální pózy používají v malých skupinkách o dvou či třech samcích k nalákání pozornosti samic. Zatímco zadané páry již inkubují, mladí ptáci pokračují v namlouvacích tancích až do doby, kdy jsou mláďata ponechávána samotná na hnízdě.

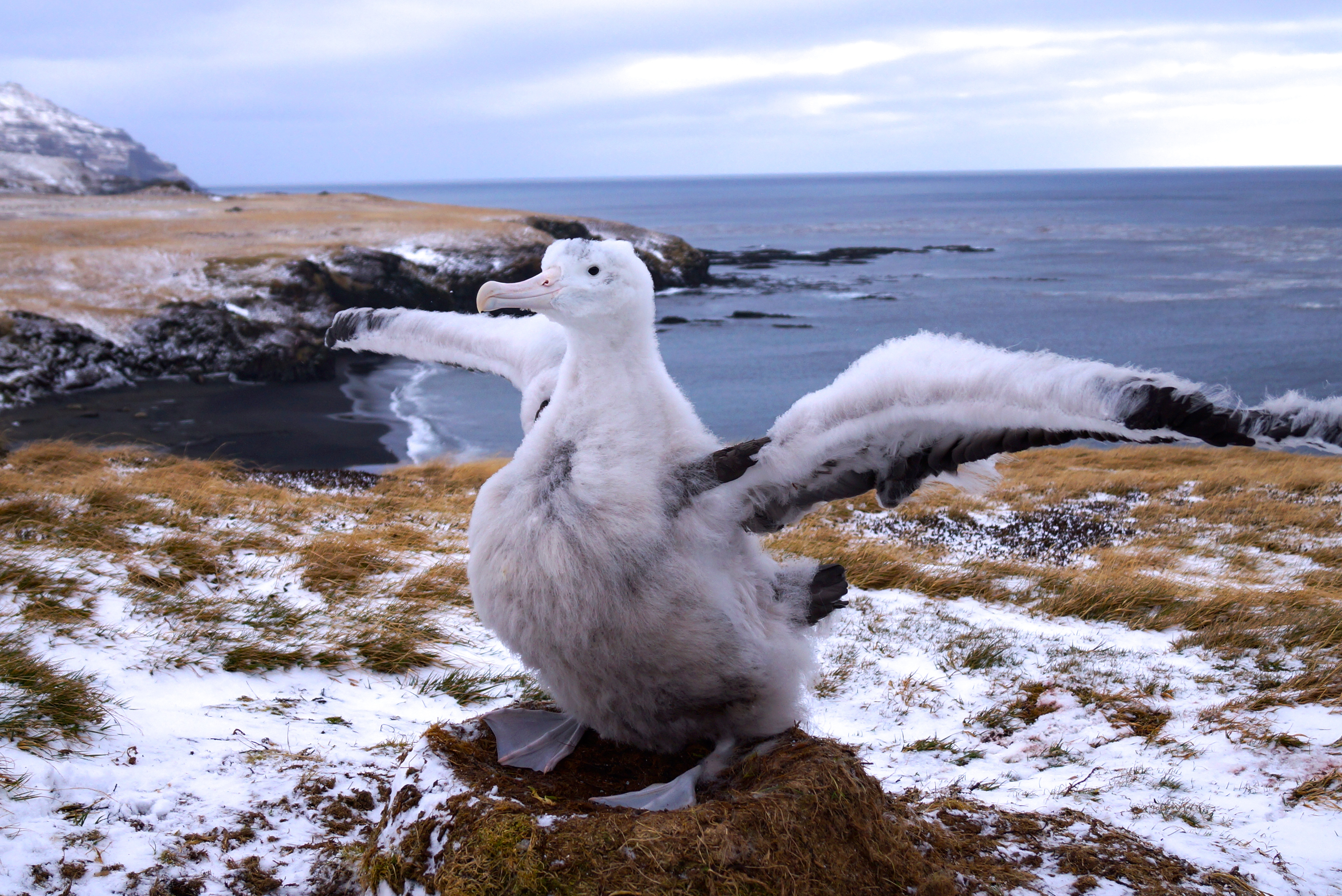
Mládě na Crozetových ostrovech

Po kopulaci se pár rozlétá na moře, kde se krmí. Energii potřebuje nabrat hlavě samice, která pracuje na tvorbě velmi velkého vejce. Po 5–18 dnech se navrací na kolonie, kde v prosinci a lednu dochází ke kladení jednoho bílého vejce o rozměru kolem 130×80 mm a váze kolem 480 g. Inkubace trvá kolem 78–80 dní. Partneři se v sezení na vejcích střídají ve 2–3 týdenních směnách. První inkubační směnu obstarává samec, zatímco samice se rozletí na moře vykrmit po energeticky náročném nakladení vejce. Novorozená ptáčata jsou obalena bílých prachovým peřím a rodiče jej střídavě zahřívají po dalších 4–5 týdnů, načež je ptáče ponecháno na hnízdě o samotě a partneři se průběžně vrací každých několik dní ptáče nakrmit regurgitací potravy. Ptáčata vzlétávají ve stáří kolem 278 dnů, kdy dosahují váhy kolem 8,9 kg. Následujících několik let stráví na moři, načež se vrací do své natální kolonie, kde si začnou hledat partnera. Poprvé se do kolonie vrací typicky v 5–7 letech, i když v Jižní Georgii byli zpět v kolonii pozorování již 3 letí ptáci a naopak na Crozetových ostrovech se albatrosi vraceli prvně až ve 14 letech. Poprvé může zahnízdit v 8. roce života, typicky však zahnízdí ještě o několik let později.

### Pohyb
Albatros stěhovavý dokáže umě využívat techniky dynamického plachtění a svahového proudění, které mu umožňují pokrývat obrovské vzdálenosti bez mávání křídel. Albatros udržuje křídla v roztažené pozici díky šlachám, které křídla uzamknou v roztažené pozici, takže albatros nepotřebuje k udržování roztažených křídel používat svaly a nespotřebová tak prakticky žádnou energii. V době hnízdění albatros stěhovavý rutinně zalétá za potravou i tisíce kilometrů daleko. Při satelitním sledování inkubujících albatrosů stěhovavých tito ptáci během jediného lovného letu za potravou překonali vzdálenosti 3600–15 000 km, letěli rychlostí až 80 km/h a uletěli až 900 km za den. V době inkubace albatros stěhovavý létá za kořistí dále než během zahřívání mláďat.
Po skončení hnízdění se albatrosi rozletí po veškeré ploše svého výskytu, přičemž se běžně stává, že obletí celou zeměkouli. Studie 13 nedospělých albatrosů stěhovavých odhalila, že průměrný albatros v prvních 12 měsících po vylétnutí z hnízda uletí 183 000 km, tedy průměrně kolem 500 km za den. Obecně se dá konstatovat, že nedospělí jedinci zalétávají jižněji než dospělci.

## Ohrožení a početnost

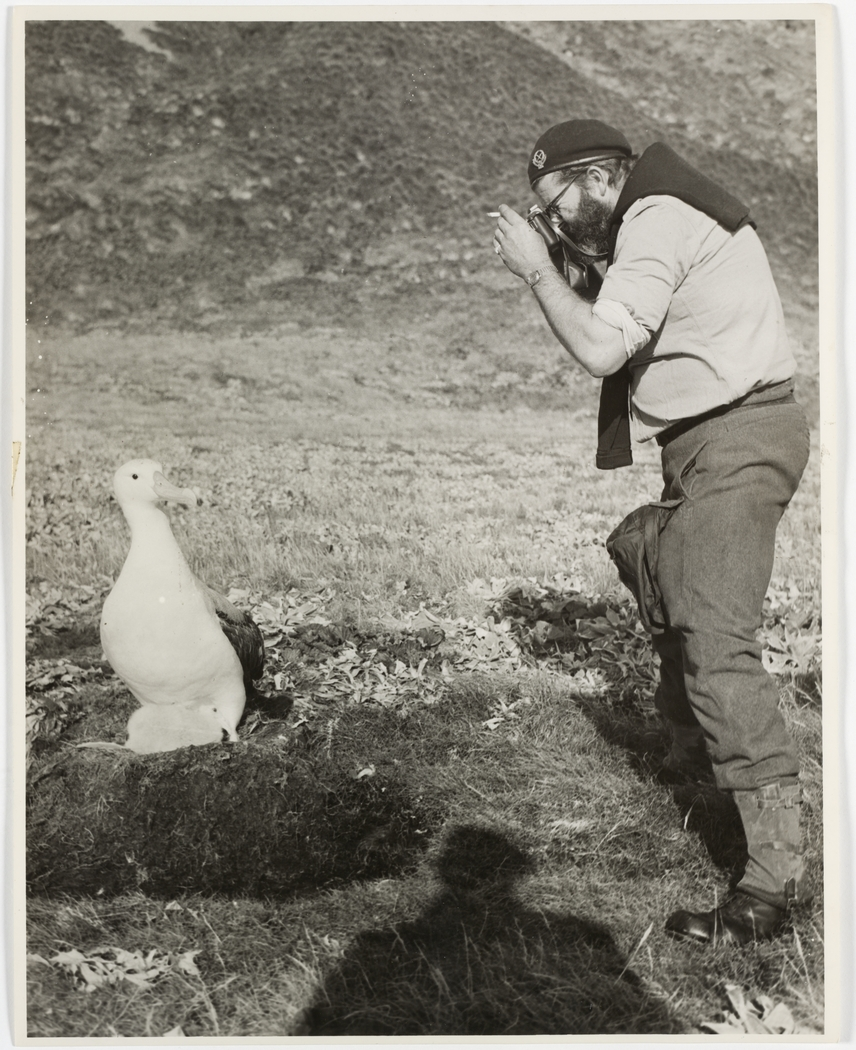
Fotografování albatrosa stěhovavého na ostrově Macquarie (1955)

Albatros stěhovavý patří ke zranitelným druhům, jehož populace je na ústupu. Na vině je především interakce s rybáři lovícími na dlouhé šňůry. Háčky tahající zachycenou kořist po hladině nebo těsně pod ní lákají pozornost albatrosů, kteří po kořisti chňapnou, avšak společně s kořistí se zachytí na háček, který albatrosa stáhne pod vodu a pták se utopí. Jen v Jižní Georgii celková populace klesla mezi lety 1984–2004 o 30 % a mezi lety 2004–2015 o dalších 18 %. Tato populace přitom představuje asi čtvrtinu globální populace. Celková početnost druhu se odhaduje na cirka 6000 párů, což odpovídá asi 20 100 jedinců. Na ostrově Marion se nachází 1900 párů (odhad z roku 2013), Ostrov Prince Edvarda hostí 1800 párů (2008), Kergueleny mají 350 párů, v Jižní Georgii se nachází 1550 párů (2006), Crozetovy ostrovy osidluje kolem 340 párů a na ostrově Macquarie se nachází kolonie o pouhých 4 párech.
Na základě kostí albatrosů stěhovavých nalezených v jeskyni na západě ostrova Macquarie se dá vyvodit, že námořníci, kteří v 19. století využívali Macquarie jako svou základnu, měli albatrosy ve svém jídelníčku a tehdejší kolonie byla mnohem větší než pouhých několik párů, jak je tomu dnes. Vzhledem k hnízdištím ve vyšších polohách opuštěných ostrovů nejsou hnízda albatrosů stěhovavých přímo ohrožena lidmi ani oceánem (tsunami atp.). Mohou je však ohrozit invazivní druhy savců, které tam člověk zanesl, i když negativní vliv těchto živočichů na hnízdní kolonie zatím nebyl prokázán. Jedná se hlavně o zdivočelé populace koček domácích, které jsou přítomné na Kerguelenech i Île aux Cochons (Prasečí ostrov, součást Crozetů), krysy (přítomné mj. na Kerguelenech, Île de la Possession a v Jižní Georgii) a myší domácích (ostrov Marion, Kergueleny, Île de la Possession, Île aux Cochons).